# بلیر، شهرستان رندولف، ایلینوی
بلیر (به انگلیسی: Blair) یک منطقهٔ مسکونی در ایالات متحده آمریکا است که در شهرستان رندولف، ایلینوی واقع شده‌است. بلیر ۱۵۳٫۰۱ متر بالاتر از سطح دریا واقع شده‌است.